# مقاطعة أصفهان
مقاطعة إصفهان (بالفارسية: شهرستان اصفهان) هي إحدى مقاطعات محافظة أصفهان في إيران. عاصمة المقاطعة هي أصفهان. وبحسب تعداد عام 2011، فإن عدد سكان المقاطعة 2,174,172 نسمة.